# Municipio de Buffalo (condado de Buchanan)
El municipio de Buffalo (en inglés: Buffalo Township) es un municipio ubicado en el condado de Buchanan en el estado estadounidense de Iowa. En el año 2010 tenía una población de 472 habitantes y una densidad poblacional de 4,99 personas por km².

## Geografía
El municipio de Buffalo se encuentra ubicado en las coordenadas 42°35′59″N 91°47′10″O / 42.59972, -91.78611. Según la Oficina del Censo de los Estados Unidos, el municipio tiene una superficie total de 94.57 km², de la cual 94,57 km² corresponden a tierra firme y (0 %) 0 km² es agua.

## Demografía
Según el censo de 2010, había 472 personas residiendo en el municipio de Buffalo. La densidad de población era de 4,99 hab./km². De los 472 habitantes, el municipio de Buffalo estaba compuesto por el 95,34 % blancos, el 0,42 % eran afroamericanos, el 0,42 % eran amerindios, el 0,21 % eran de otras razas y el 3,6 % eran de una mezcla de razas. Del total de la población el 2,12 % eran hispanos o latinos de cualquier raza.